# 恩斯特·比尤特勒
恩斯特·比尤特勒（德語：Ernest Beutler，1928年9月30日—2008年10月5日），出生於德國柏林的美國病理學家與血液學家，也是教科書《威廉斯血液学》（Williams Hematology）作者。

## 生平
比尤特勒在1935年移居美國，是白血病、蠶豆症等疾病的早期研究者，以及首先描述X染色體去活化現象的科學家之一。1976年獲選為美國國家科學院院士。